# Ina Wroldsen
Ina Christine Wroldsen, wcześniej znana jako Ina (ur. 29 maja 1984) – norweska piosenkarka i autorka tekstów. Była częścią duetu Ask Embla, grającego elektroniczny pop, z islandzkim producentem i autorem tekstów Arnthorem Birgissonem.

## Kariera
Kariera Wroldsen rozpoczęła się, gdy była wyłącznie wokalistką, ale wkrótce zwróciła się ku pisaniu muzyki dla innych. Jako autorka tekstów odniosła wielki sukces i jest uważana na całym świecie za jedną z najbardziej poszukiwanych w swojej dziedzinie. Zdobyła kilka nagród BMI/ASCAP za swoją pracę, w tym nominacje do nagrody BRIT i Spellemannprisen. Jej piosenki były używane przez Shakirę, Jess Glynne, Clean Bandit, Zarę Larsson, Rag’n’Bone Mana, Seana Paula, Davida Guette, Jamesa Arthura, Britney Spears, Demi Lovato, Madison Beer, Tinie Tempah, Tinashe, Anne-Marie, Little Mix, Olliego Mursa, The Pussycat Dolls, The Wanted, The Saturdays, Shontelle, Leonę Lewis i One Direction.
Od 2013 roku interesy wydawnicze dotyczące katalogu Iny Wroldsen reprezentuje Reverb Music/Reservoir Media Management.
W ostatnich latach Ina wznowiła również karierę jako wokalistka. W ramach norwesko-islandzkiego duetu Ask Embla z Arnthorem Birgissonem wydała album Northern Lights w 2013 roku w Norwegii. Od tego czasu kontynuuje karierę artystyczną pod własnym nazwiskiem. Wydała „Aliens (Her er jeg)” (2014), „Rebels” (2015), a w kwietniu 2016 roku „Lay It on Me” powstałe jako jej współpraca z norweskim duetem producenckim Broiler. Piosenka wspięła się na drugie miejsce na liście singli VG-lista.
W 2015 roku Calvin Harris i Disciples zdecydowali się wydać piosenkę Iny „How Deep Is Your Love” i użyli w niej jej wokalu. Był to jeden z najczęściej słuchanych na serwisach strumieniowych/pobieranych/odtwarzanych utworów tego roku na całym świecie.
W 2016 roku była jednym z jurorów norweskiej wersji Idol: Jakten på en superstjerne. Była wokalistką na wielu uznanych na całym świecie płytach didżejskich, w tym Sigmy, Steve’a Aokiego, „Breathe” Jaxa Jonesa i piosence Martina Solveiga „Places”.
W czerwcu 2017 roku podpisała kontrakt płytowy z wytwórnią Syco Music Simona Cowella. Niedługo później, 27 października 2017 wydała swój singiel „Strongest”, który odniósł spory sukces w Norwegii, Danii i Szwecji i dzięki niemu w 2019 została nominowana na Spellemannprisen do nagrody za „Piosenkę roku”.
W sierpniu 2018 roku wraz z didżejem Alokiem wydała wspólny utwór „Favela”. Przy tworzeniu piosenki inspirowała się filmem dokumentalnym o latynoskich kobietach.

## Życie prywatne
W 3 czerwca 2009 roku urodziła syna Williama, którego ojca poznała 9 miesięcy przed tym, jak odkryła, że jest w ciąży. 20 stycznia 2013 poprzez Twittera oświadczyła światu, że wzięła ślub z ojcem swojego syna, brytyjczykiem Markiem Ellwoodem, który aktualnie jest również jej menedżerem. W 2015 roku wraz z rodziną przeprowadziła się z Londynu z powrotem do Norwegii. 6 grudnia 2016 poprzez post na Instagramie powiadomiła fanów, że jest w szpitalu i przeszła operację, podczas której wstawiono jej nowe biodro. Wytłumaczyła całą sytuację tym, że urodziła się z dysplazją stawu biodrowego i lekarze odkryli to za późno, gdyż przez całe życie zmagała się ze schorzeniem nie wiedząc, że w ogóle je ma.

## Dyskografia

### EP
| Tytuł | Szczegóły                                                              |
| ----- | ---------------------------------------------------------------------- |
| HEX   | - Wydane: 29 czerwca 2018 - Wytwórnia: Syco - Format: Digital download |

### Single

#### Jako główna artystka
| Tytuł                                        | Rok  | Najwyższe pozycje na listach | Najwyższe pozycje na listach | Najwyższe pozycje na listach | Album/EP |
| Tytuł                                        | Rok  | NOR                          | DEN                          | SWE                          | Album/EP |
| -------------------------------------------- | ---- | ---------------------------- | ---------------------------- | ---------------------------- | -------- |
|                                              |      |                              |                              |                              |          |
| Jako Ina                                     |      |                              |                              |                              |          |
| „Suddenly”                                   | 2004 | –                            | –                            | –                            | –        |
|                                              |      |                              |                              |                              |          |
| Jako Ina Wroldsen                            |      |                              |                              |                              |          |
| „Aliens (Her er jeg)”                        | 2014 | –                            | –                            | –                            | –        |
| „Rebels”                                     | 2015 | –                            | –                            | –                            | –        |
| „Lay It on Me” (z Broiler)                   | 2016 | 2                            | –                            | –                            | –        |
| „Mary’s Story”                               | 2016 | 79                           | –                            | –                            | –        |
| „St. Peter”                                  | 2016 | –                            | –                            | –                            | –        |
| „Strongest”                                  | 2017 | 2                            | 20                           | 85                           | HEX      |
| „Sea”                                        | 2018 | –                            | –                            | –                            | HEX      |
| „Remember Me”                                | 2018 | –                            | –                            | –                            | HEX      |
| „Mine”                                       | 2018 | –                            | –                            | –                            | HEX      |
| „Mother”                                     | 2018 | 17                           | –                            | –                            | HEX      |
| „Favela” (z Alokiem)                         | 2018 | 28                           | –                            | –                            | –        |
| „Obsessed” (z Dynoro)                        | 2019 | 13                           | –                            | –                            | –        |
| „Body Parts”                                 | 2019 | 26                           | –                            | –                            | –        |
| „I Feel Ya” (z Cheat Codes i Dannym Questem) | 2019 | –                            | –                            | –                            | Level 2  |
| „Forgive or Forget”                          | 2019 | –                            | –                            | –                            | –        |
| „Haloes”                                     | 2019 | 25                           | –                            | –                            | –        |
| „Pale Horses”                                | 2020 | –                            | –                            | –                            | –        |

#### Jako featuring
| Tytuł                                                     | Rok  | Najwyższe pozycje na listach | Najwyższe pozycje na listach | Najwyższe pozycje na listach | Najwyższe pozycje na listach | Najwyższe pozycje na listach | Najwyższe pozycje na listach | Najwyższe pozycje na listach | Najwyższe pozycje na listach | Najwyższe pozycje na listach | Certyfikaty                                                  | Album/EP        |
| Tytuł                                                     | Rok  | NOR                          | AUT                          | BEL (Fl)                     | BEL (Wa)                     | FRA                          | DEU                          | IRE                          | SCO                          | UK                           | Certyfikaty                                                  | Album/EP        |
| --------------------------------------------------------- | ---- | ---------------------------- | ---------------------------- | ---------------------------- | ---------------------------- | ---------------------------- | ---------------------------- | ---------------------------- | ---------------------------- | ---------------------------- | ------------------------------------------------------------ | --------------- |
| „We Stand Up” (Kat Krazy featuring Ina Wroldsen)          | 2016 | –                            | –                            | –                            | –                            | –                            | –                            | –                            | –                            | –                            |                                                              | –               |
| „Places” (Martin Solveig featuring Ina Wroldsen)          | 2016 | 39                           | 72                           | 43                           | 24                           | 56                           | 44                           | 37                           | 12                           | 27                           | - BPI: Platyna - SNEP: Złoto                                 | –               |
| „Breathe” (Jax Jones featuring Ina Wroldsen)              | 2017 | –                            | 14                           | 14                           | 6                            | –                            | 15                           | 4                            | 5                            | 7                            | - BEA: Złoto - BPI: Platyna - BVMI: Złoto - ZPAV: 2x platyna | Snacks          |
| „Lie to Me” (Steve Aoki featuring Ina Wroldsen)           | 2018 | –                            | –                            | –                            | –                            | –                            | –                            | –                            | –                            | –                            |                                                              | Neon Future III |
| „I Feel Ya” (Cheat Codes z Dannym Questem & Iną Wroldsen) | 2019 | –                            | –                            | –                            | –                            | –                            | –                            | –                            | –                            | –                            |                                                              | Level 2         |

### Inne piosenki
| Title                                            | Year | Album/EP    |  |
| ------------------------------------------------ | ---- | ----------- |  |
|                                                  |      |             |  |
| Jako Ina                                         |      |             |  |
| "If You Could Only See Me"                       | 2004 | –           |  |
| "Sorry"                                          | 2005 | –           |  |
|                                                  |      |             |  |
| Jako Ina Wroldsen                                |      |             |  |
| "Human" (Chris Loco featuring Ina Wroldsen)      | 2015 | See No Evil |  |
| "Feels Like Home" (Sigma featuring Ina Wroldsen) | 2015 | Life        |  |

## Udział w tworzeniu piosenek

### Piosenkopisarstwo z użyczeniem głosu
| Tytuł                                               | Współautorzy                                                              | Rok  | Najwyższe pozycje na listach | Najwyższe pozycje na listach | Najwyższe pozycje na listach | Najwyższe pozycje na listach | Najwyższe pozycje na listach | Najwyższe pozycje na listach | Najwyższe pozycje na listach | Najwyższe pozycje na listach | Najwyższe pozycje na listach | Najwyższe pozycje na listach | Certyfikaty | Album |
| Tytuł                                               | Współautorzy                                                              | Rok  | NOR                          | AUS                          | AUT                          | BEL (Fl)                     | DEU                          | ITA                          | NL                           | SWI                          | UK                           | US                           | Certyfikaty | Album |
| --------------------------------------------------- | ------------------------------------------------------------------------- | ---- | ---------------------------- | ---------------------------- | ---------------------------- | ---------------------------- | ---------------------------- | ---------------------------- | ---------------------------- | ---------------------------- | ---------------------------- | ---------------------------- | --- | ----- |
| „How Deep Is Your Love” (Calvin Harris i Disciples) | Calvin Harris, Nathan Duvall, Gavin Koolmon, Luke McDermott, Marvin White | 2015 | 9                            | 1                            | 5                            | 1                            | 4                            | 10                           | 2                            | 4                            | 2                            | 27                           | - ARIA: 4× Platyna - IFPI AUT: Złoto - BEA: Platyna - BVMI: Platyna - FIMI: 3× Platyna - RMNZ: 2× Platyna - GLF: Platyna - BPI: Platyna - RIAA: Platyna - ZPAV: Platyna | –     |

### Piosenkopisarstwo
| Rok              | Artysta                                         | Album                                                         | Piosenka                                        | Współautorzy                                                                                            |
| ---------------- | ----------------------------------------------- | ------------------------------------------------------------- | ----------------------------------------------- | --- |
| 2020             | Jax Jones feat. Au/Ra                           | TBA                                                           | „i miss u”                                      | Janee Bennett, Cass Lowe, Olav Tronsmoen, Timucin Lam                                                   |
| 2020             | Yves V feat. Alida                              | TBA                                                           | „Home Now”                                      | A. Garpesrad Peck, J Hazell, OHYES, R. Kappmeier, S. Halldin, S. Lappessen, T. Alisson, Y. Van Geertsom |
| 2020             | BAARD                                           | TBA                                                           | „Thinking”                                      | Bard Bonsaksen, Sivert Hjeltes Hagtvet, Vilde Johannessen, Viljat Losnegard                             |
| 2019             | Jack Wins feat. Amy Grace                       | TBA                                                           | „Forever Young”                                 | Julia Karlsson, Anton Rundberg                                                                          |
| 2019             | Nathan Dawe featuring Melissa Steel             | TBA                                                           | „Repeat After Me”                               | Diztortion                                                                                              |
| 2019             | BAARD                                           | TBA                                                           | „You Keep Calling”                              | Bard Bonsaksen, Sivert Hjeltes Hagtvet                                                                  |
| 2018             | Sean Paul and David Guetta featuring Becky G    | Mad Love the Prequel                                          | „Mad Love”                                      | Diztortion, David Guetta, Sean Paul, Giorgio Tuinfort, Soaky, Emily Warren, Shakira, Jack Patterson     |
| 2018             | Anne-Marie                                      | Speak Your Mind                                               | „Breathing Fire”                                | Steve Mac                                                                                               |
| 2017             | Anne-Marie                                      | Speak Your Mind                                               | „Then”                                          | Steve Mac                                                                                               |
| 2017             | Disciples                                       | TBA                                                           | „Jealousy”                                      | Nathan Duvhall, Luke McDermott, Gavin Koolman                                                           |
| 2017             | Clean Bandit featuring Zara Larsson             | What Is Love? & So Good                                       | "Symphony”                                      | Steve Mac, Ammar Malik, Jack Patterson                                                                  |
| 2017             | Steps                                           | Tears on the Dancefloor                                       | „You Make Me Whole”                             | Wayne Hector, Ben Kohn, Tom Barnes and Pete Kelleher                                                    |
| 2017             | Steps                                           | Tears on the Dancefloor                                       | „Happy”                                         | Steve Mac                                                                                               |
| 2017             | Steps                                           | Tears on the Dancefloor                                       | „Firefly”                                       | Steve Mac                                                                                               |
| 2017             | Rag’n’Bone Man                                  | Human                                                         | „Ego”                                           | Rag’n’Bone Man, Two Inch Punch                                                                          |
| 2017             | Tinie Tempah featuring Tinashe                  | Youth                                                         | „Text From Your Ex”                             | Jax Jones, Tinie Tempah                                                                                 |
| 2016             | Clean Bandit featuring Sean Paul and Anne-Marie | What Is Love?                                                 | „Rockabye”                                      | Steve Mac, Ammar Malik, Sean Paul, Jack Patterson                                                       |
| 2016             | Anne-Marie                                      | Speak Your Mind                                               | „Alarm”                                         | Steve Mac, Wayne Hector, Anne-Marie Nicholson                                                           |
| 2016             | Sofia Carson                                    | TBA                                                           | „Love Is the Name”                              | Steve Mac, Ewald Pfleger, Günter Grasmuck, Peter Niklas, Gruber Herwig Tremschnig, Kurt Plisnier        |
| 2016             | Anna Naklab                                     | Whole                                                         | „Whole”                                         | TMS, Wayne Hector                                                                                       |
| 2016             | Olly Murs                                       | 24 Hrs                                                        | „Flaws”                                         | Steve Robson, Olly Murs, Coffee, Jr.                                                                    |
| 2016             | Olly Murs                                       | 24 Hrs                                                        | „Better Without You”                            | Steve Robson, Olly Murs, Coffee, Jr.                                                                    |
| 2016             | Olly Murs                                       | 24 Hrs                                                        | „That Girl”                                     | Steve Robson, Olly Murs, Coffee, Jr.                                                                    |
| 2015             |                                                 |                                                               |                                                 | |
| Demi Lovato      | Confident                                       | „Lionheart”                                                   | Steve Mac                                       | |
| Jess Glynne      | I Cry When I Laugh                              | "Hold My Hand”                                                | Jess Glynne, Jack Patterson, Jin Jin            | |
| Jasmine Thompson | Adore                                           | „Adore”                                                       | Steve Mac, Paul Gendler                         | |
| Fleur East       | Love, Sax and Flashbacks                        | „Like That”                                                   | Fraser T Smith, Fleur East                      | |
| Ann Sophie       | Silver Into Gold                                | „I Believed”                                                  | Steve Mac                                       | |
| 2014             | Adelén                                          | –                                                             | „Always On My Mind”                             | Andreas Romdhane, Josef Larossi                                                                         |
| 2014             | Adelén                                          | One Love, One Rhythm – The 2014 FIFA World Cup Official Album | „Olé”                                           | Andreas Romdhane, Josef Larossi                                                                         |
| 2014             | Girls’ Generation-TTS                           | Holler                                                        | „Adrenaline”                                    | Lucas Secon, Mich Hansen, Jonas Jeberg                                                                  |
| 2014             | BoA                                             | Who’s Back?                                                   | „Close To Me”                                   | – |
| 2014             | Maude Harcheb                                   | #HoldUp                                                       | „Hold Up”                                       | Mich Hansen, Jonas Jeberg                                                                               |
| 2014             | Baby Blue                                       | Bump                                                          | „Bump”                                          | Andreas Romdhane, Josef Larossi                                                                         |
| 2014             | Cher Lloyd                                      | Sorry I’m Late                                                | „Bind Your Love”                                | Rami Yacoub, Carl Falk, Shellback                                                                       |
| 2014             | Cher Lloyd                                      | Sorry I’m Late                                                | „Sirens”                                        | Rami Yacoub, Carl Falk                                                                                  |
| 2014             | Sanna Nielsen                                   | 7                                                             | „Breathe”                                       | David Kreuger, Per Magnusson                                                                            |
| 2014             | Sanna Nielsen                                   | 7                                                             | „Rainbow”                                       | David Kreuger, Per Magnusson                                                                            |
| 2014             | Professor Green featuring Tori Kelly            | Growing Up In Public                                          | „Lullaby”                                       | Chris Loco, Stephen Manderson                                                                           |
| 2014             | Aneta Sablik                                    | The One                                                       | „You Make Me Whole”                             | Tom Barnes, Ben Kohn, Peter Kelleher, Wayne Hector, James Reynolds                                      |
| 2014             | Shakira                                         | Shakira                                                       | „Empire”                                        | Steve Mac                                                                                               |
| 2014             | Ben Dettinger                                   | –                                                             | „Travelling South”                              | Arnthor Birgisson                                                                                       |
| 2013             | Adelén                                          | –                                                             | "Bombo”                                         | Andreas Romdhane, Josef Larossi                                                                         |
| 2013             | Adelén                                          | –                                                             | "Baila Conmigo”                                 | Andreas Romdhane, Josef Larossi                                                                         |
| 2013             | James Arthur                                    | James Arthur                                                  | „Recovery”                                      | Tiago Carvalho, James Arthur                                                                            |
| 2013             | Cover Drive                                     | –                                                             | „All My Love”                                   | Andreas Romdhane, Josef Larossi, Karen Reifer, Thomas-Ray Armstrong, Jamar Harding                      |
| 2013             | Rebecca Ferguson                                | Freedom                                                       | „My Best”                                       | Tom Barnes, Ben Kohn, Peter Kelleher, Rebecca Ferguson                                                  |
| 2013             | Inna                                            | Party Never Ends                                              | „In Your Eyes”                                  | Steve Mac                                                                                               |
| 2013             | Inna                                            | Party Never Ends                                              | „We Like to Party”                              | Wayne Hector                                                                                            |
| 2013             | Inna                                            | Party Never Ends                                              | „J’Adore”                                       | Inna, Sebastian Barac, Marcel Botezan, Radu Bolfea                                                      |
| 2013             | Inna                                            | Party Never Ends                                              | „Dame tu amor” featuring Reik (Spanish version) | – |
| 2013             | Inna                                            | Party Never Ends                                              | „Light It Up” featuring Reik (English version)  | – |
| 2013             | Madison Beer                                    | –                                                             | „Melodies”                                      | Tom Barnes, Ben Kohn, Peter Kelleher                                                                    |
| 2013             | Wanessa                                         | DNA Tour – Ao Vivo                                            | „Messiah”                                       | Andreas Romdhane, Josef Larossi                                                                         |
| 2013             | Wanessa                                         | DNA Tour – Ao Vivo                                            | „Shine It On”                                   | Andreas Romdhane, Josef Larossi                                                                         |
| 2012             | Cover Drive                                     | Bajan Style                                                   | „Twilight”                                      | Andreas Romdhane, Josef Larossi, Karen Reifer, Thomas-Ray Armstrong, Jamar Harding                      |
| 2012             | Cover Drive                                     | Bajan Style                                                   | „That Girl”                                     | Steve Mac                                                                                               |
| 2012             | Tone Damli                                      | –                                                             | „Look Back”                                     | David Eriksen                                                                                           |
| 2012             | One Direction                                   | One Thing – Single                                            | „I Should Have Kissed You”                      | Steve Robson                                                                                            |
| 2012             | Leona Lewis                                     | Glassheart                                                    | „Come Alive”                                    | Fraser T Smith                                                                                          |
| 2012             | James Arthur                                    | James Arthur                                                  | "Impossible”                                    | Arnthor Birgisson                                                                                       |
| 2012             | Mandy Capristo                                  | Grace                                                         | „Hurricane”                                     | David Eriksen                                                                                           |
| 2012             | JLS                                             | Evolution                                                     | „I Like It”                                     | Andreas Romdhane, Josef Larossi, Aston Merrygold, Jonathan Gill, Marvin Humes, Oritsé Williams          |
| 2012             | Little Mix                                      | DNA                                                           | „We Are Who We Are”                             | Steve Mac, Wayne Hector                                                                                 |
| 2012             | The Wanted                                      | The Word of Mouth                                             | „I Found You”                                   | Steve Mac, Wayne Hector                                                                                 |
| 2011             | Cobra Starship featuring Sabi                   | Night Shades                                                  | „You Make Me Feel...”                           | Steve Mac                                                                                               |
| 2011             | Dionne Bromfield                                | Good for the Soul                                             | „A Little Love”                                 | Bromfield, Andreas Romdhane, Josef Larossi                                                              |
| 2011             | Sophie Ellis-Bextor                             | Make a Scene                                                  | „Synchronised”                                  | Fred Ball                                                                                               |
| 2011             | Melanie C                                       | The Sea                                                       | „Weak”                                          | Jez Ashurst, Melanie Chisholm                                                                           |
| 2011             | The Saturdays                                   | On Your Radar                                                 | "Notorious”                                     | Steve Mac                                                                                               |
| 2011             | The Saturdays                                   | On Your Radar                                                 | „Faster”                                        | Steve Mac                                                                                               |
| 2011             | The Saturdays                                   | On Your Radar                                                 | „My Heart Takes Over”                           | Steve Mac                                                                                               |
| 2011             | The Saturdays                                   | On Your Radar                                                 | „White Lies”                                    | Carl Falk, Rami Yacoub                                                                                  |
| 2011             | Britney Spears                                  | Femme Fatale (Deluxe Edition)                                 | "He About to Lose Me"                           | Rodney Jerkins                                                                                          |
| 2010             | Alexandra Burke                                 | Overcome (Deluxe Edition)                                     | „Before The Rain”                               | Steve Mac                                                                                               |
| 2010             | Tone Damli                                      | Cocool                                                        | „I Love You”                                    | – |
| 2010             | Leona Lewis                                     | I Got You – Single                                            | „Heartbeat”                                     | Arnthor Birgisson, Leona Lewis                                                                          |
| 2010             | N-Dubz                                          | Love.Live.Life                                                | „Scream My Name”                                | N-Dubz, B. Reckless, N. Walka, M. Gousse, Z. Anderson                                                   |
| 2010             | N-Dubz                                          | Love.Live.Life                                                | „Love Sick”                                     | P. Ighile, K. Abrahams, D. Warde                                                                        |
| 2010             | The Saturdays                                   | Headlines!                                                    | "Higher”                                        | Arnthor Birgisson                                                                                       |
| 2010             | The Saturdays                                   | Headlines!                                                    | „Karma”                                         | Steve Mac                                                                                               |
| 2010             | Shontelle                                       | No Gravity                                                    | "Impossible”                                    | Arnthor Birgisson                                                                                       |
| 2010             | Tinchy Stryder featuring Alexis Jordan          | Third Strike                                                  | „Together”                                      | Kwasi Danquar, Fraser T Smith                                                                           |
| 2010             | Voe                                             | –                                                             | „Don’t Talk to Me”                              | David Eriksen, Thomas Eriksen                                                                           |
| 2009             | Natalie Bassingthwaighte                        | 1000 Stars                                                    | „Not For You”                                   | Chris Braide                                                                                            |
| 2009             | Natalie Bassingthwaighte                        | 1000 Stars                                                    | „Turn The Lights On”                            | Chris Braide                                                                                            |
| 2009             | Tone Damli                                      | I Know                                                        | „Here I Am (You Got Me)”                        | – |
| 2009             | Jade Ewen                                       | –                                                             | „My Man”                                        | – |
| 2009             | Sarah Kreuz                                     | One Moment In Time                                            | „Broken Ground”                                 | – |
| 2009             | Leona Lewis                                     | Echo                                                          | „My Hands”                                      | Arnthor Birgisson                                                                                       |
| 2009             | Pixie Lott                                      | Turn It Up                                                    | „Gravity”                                       | Jonas Jeberg, Mich Hansen, Lucas Secon                                                                  |
| 2009             | The Saturdays                                   | Wordshaker                                                    | „Ego”                                           | Steve Mac, Rhys Barker                                                                                  |
| 2009             | The Saturdays                                   | Wordshaker                                                    | „No One”                                        | David Eriksen, Thomas Eriksen                                                                           |
| 2009             | The Saturdays                                   | Wordshaker                                                    | „One Shot”                                      | David Kreuger, Per Magnusson                                                                            |
| 2009             | The Saturdays                                   | Wordshaker                                                    | „Wordshaker”                                    | David Eriksen                                                                                           |
| 2009             | The Saturdays                                   | Wordshaker                                                    | „Denial”                                        | Chris Braide                                                                                            |
| 2009             | The Saturdays                                   | Wordshaker                                                    | „Open Up”                                       | David Kreuger, Per Magnusson                                                                            |
| 2009             | The Saturdays                                   | Wordshaker                                                    | „Not Good Enough”                               | Andreas Romdhane, Josef Larossi                                                                         |
| 2009             | The Saturdays                                   | Wordshaker                                                    | „Deeper”                                        | Una Healy, Mollie King, Frankie Sandford, Vanessa White, Rochelle Wiseman                               |
| 2009             | The Saturdays                                   | Wordshaker                                                    | „2 AM”                                          | Andreas Romdhane, Josef Larossi                                                                         |
| 2008             | Pussycat Dolls                                  | Doll Domination                                               | „Hush Hush; Hush Hush”                          | Andreas Romdhane, Josef Larossi, Nicole Scherzinger                                                     |
| 2008             | The Saturdays                                   | Chasing Lights                                                | „If This Is Love”                               | Vince Clarke, Alison Moyet, Joe Belmaati, Mich Hansen, John *Reid, Remee                                |
| 2008             | The Saturdays                                   | Chasing Lights                                                | „Up”                                            | Andreas Romdhane, Josef Larossi                                                                         |
| 2008             | The Saturdays                                   | Chasing Lights                                                | „Keep Her”                                      | David Eriksen, Thomas Eriksen                                                                           |
| 2008             | The Saturdays                                   | Chasing Lights                                                | „Lies”                                          | David Eriksen, Thomas Eriksen                                                                           |
| 2008             | The Saturdays                                   | Chasing Lights                                                | „Work”                                          | Harry Sommerdahl, Kalle Engström                                                                        |
| 2008             | The Saturdays                                   | Chasing Lights                                                | „Chasing Lights”                                | Chris Braide                                                                                            |
| 2008             | The Saturdays                                   | Chasing Lights                                                | „Set Me Off”                                    | David Eriksen, Thomas Eriksen                                                                           |
| 2008             | The Saturdays                                   | Chasing Lights                                                | „Fall”                                          | Andre Lindal                                                                                            |
| 2007             | Maria Arredondo                                 | For a Moment                                                  | „If You Could Only See Me”                      | – |

## Nagrody i nominacje
| Year | Organization             | Award                                                            | Work                                         | Result    | Przy.  |
| ---- | ------------------------ | ---------------------------------------------------------------- | -------------------------------------------- | --------- | ------ |
| 2018 | WDM Radio Awards         | Best Electronic Vocalist                                         | Ina Wroldsen                                 | Nominacja | [ 58 ] |
| 2018 | Spellemannprisen '17     | Årets internasjonale suksess (International Success of the Year) | Ina Wroldsen                                 | Wygrana   | [ 15 ] |
| 2018 | P3 Gull                  | P3-Prisen (P3 Prize)                                             | Ina Wroldsen                                 | Wygrana   | [ 59 ] |
| 2019 | Brit Awards              | British Video of the Year                                        | „Breathe” (Jax Jones featuring Ina Wroldsen) | Nominacja | [ 60 ] |
| 2019 | Spellemannprisen '18     | Årets låtskriver (Songwriter of the Year)                        | HEX Ina Wroldsen                             | Wygrana   | [ 8 ]  |
| 2019 | Spellemannprisen '18     | Årets tekstforfatter (Lyricist of the Year)                      | HEX Ina Wroldsen                             | Nominacja | [ 8 ]  |
| 2019 | Spellemannprisen '18     | Årets låt (Song of the Year)                                     | „Strongest”                                  | Nominacja | [ 8 ]  |
| 2019 | 64th Ivor Novello Awards | PRS for Music Most Performed Work                                | „Breathe” (Jax Jones featuring Ina Wroldsen) | Nominacja | [ 61 ] |